# Luc De Decker

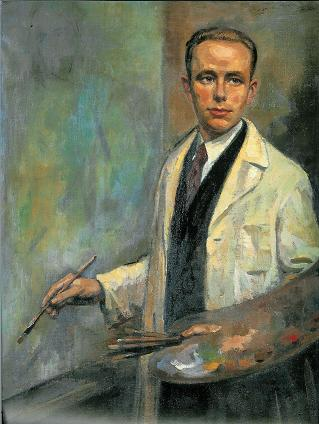
Luc De Decker, Zelfportret, 1938

Luciaan Arthur (Luc) De Decker (Ninove, 13 augustus 1907 – Meerbeke, 25 maart 1982) was een Vlaams kunstschilder.

## Biografie

### Jeugd
De Decker werd geboren in een familie van landbouwers en ambachtsmensen. Hij was de tweede zoon van de handelaar Arthur De Decker (Ninove 1878-1948) en Maria Wilhelmina Van Den Bossche (Wetteren, 1871 - Ninove, 1946). Hij groeide op in een gezin van 5 kinderen dat eerst woonde op de Edingenbaan 11 te Ninove en na de Tweede Wereldoorlog verhuisde naar de Leopoldlaan 5. De andere kinderen waren Frans (1905-1964), Juliana (1909-1989), Robert (1912) en Emiel (1915-2004).

### Schoolloopbaan
Luc De Decker liep school in de Rijksmiddelbare Jongensschool te Ninove waar hij onder andere les kreeg van de tekenleraar Versteele. Zijn eerste werkjes toonde hij aan de kunstschilder Edgar Bytebier (1875-1940) uit Dilbeek, die Lucs ouders de raad gaf hun zoon les te laten volgen aan de academie. Na zijn humaniora wordt hij in de familiale bloemenkwekerij tewerkgesteld. Tegelijkertijd schildert hij reeds en krijgt in 1929 de toelating om zich aan de Academie voor Schone Kunsten te Brussel in te schrijven waar hij tot 1931 iedere dag naartoe fietst (23 km). Hij heeft er onder anderen Alfred Bastien (1873-1955) en Jean Delville (1867-1953) als leermeesters. Hij behaalt verschillende prijzen en heeft reeds in 1931 zijn eerste individuele tentoonstelling te Ninove. Ten slotte volmaakt hij zijn portrettechniek met een opleiding aan het Hoger Instituut voor Schone Kunsten te Antwerpen waar hij les krijgt van Baron Isidoor Opsomer (1878-1967).

### Carrière
Om zijn opleiding te vervolmaken, begint hij in 1934 een lange reis door Italië, die zes maanden zal duren en hem de gelegenheid geeft zich te verdiepen in de picturale traditie. Hij verblijft in Venetië, Milaan, Florence, Rome en Napels. Hij stelt regelmatig tentoon: in 1933 in Ninove en Gent, in 1934 in Gent en Rotterdam, in 1935 in Gent, Aalst en Ninove, in 1937 in Charleroi, in 1938 in Brussel, in 1939 neemt hij deel aan het vierjaarlijks Kunstsalon te Brussel. Hij leeft van zijn kunst, verkoopt zijn werken, schildert een paar portretten om zijn reis te betalen.
In Ninove heeft hij zijn atelier in het huis van zijn ouders, dat echter gedeeltelijk vernield wordt tijdens de Duitse inval in 1940. Hij wijkt tijdelijk uit naar Frankrijk (Montpellier) en vestigt zich later te Brussel (Sint Gillis).

### Privé, familie
In 1942 trouwt hij met de onderwijzeres Mariette Coesens (Schaarbeek, 21 juni 1919 - Vorst, 12 januari 2004), wier ouders (Jacques Coesens en Honorine De Wolf) afkomstig zijn uit Aalst doch reeds meer dan 25 jaar te Schaarbeek wonen. De jonggehuwden gaan ook in Schaarbeek wonen, in de Ooststraat 35, waar ze tot 1972 verblijven. Er worden twee kinderen geboren. De oudste, Jacques De Decker (1945), wordt germanist, romancier, toneelauteur, leraar, en bekend recensent voor film en literatuur bij het Brusselse dagblad Le Soir. De jongste zoon Armand De Decker (1948) wordt advocaat en is sedert 1995 ononderbroken senator voor de PRL, van 1999 tot 2004 voorzitter van de Belgische Senaat en sedert 20 juli 2004 minister van ontwikkelingssamenwerking.

### Schaarbeekse periode
Tijdens zijn Schaarbeekse periode was Luc De Decker zeer actief en stelde minstens ieder jaar ergens met veel succes tentoon, onder andere in Ninove, Brussel, Gent, Aalst, Brugge, Mechelen, Kortrijk, Knokke, Tienen, Parijs en Sint Niklaas.
Buiten het beoefenen van de schilderkunst geeft Luc De Decker tekenlessen aan de Staats Middelbare School en de Vrije Academie te Schaarbeek. Hij behaalde immers in 1930 het diploma van tekenleraar middelbaar onderwijs voor de middenjury.
Voor de Kortrijkse uitgeverij Zonnewende maakte hij een reeks van ongeveer vijftig houtskoolportretten van Vlaamse schrijvers, die in postkaartvorm in 1948 zullen gedrukt worden.
Hij neemt deel aan de activiteiten van de kunstkring van zijn woonplaats. Hij wordt tot briefwisselend erelid gekozen van de Koninklijke Commissie voor Monumenten en Landschappen (1950-1975) en zal zich onder andere inzetten tegen de afbraak van de Heilige Mariakerk te Schaarbeek. Hij was ervan overtuigd dat dit eclectische gebouw van 1845 bewaard moest worden. Dit lukte uiteindelijk gezien het beschermingsbesluit van 9 november 1976.
Daarnaast was hij medestichter van Openbaar Kunstbezit in Vlaanderen (1962) en van de Cultuurraad voor Vlaanderen (Antwerpen).

### Bekendheid
Luc De Decker werd vooral bekend van zijn portretten van onder anderen koning Boudewijn (1948, 1965, 1967), Ernest Claes, Stijn Streuvels, Herman Teirlinck, August Vermeylen, Baron Paul Kronacker, Felix Timmermans, Pol De Mont, enz. Ze geven met rake en snedige toetsen en typische details het innerlijke van de persoon weer. Daarnaast stralen zijn ontelbare landschappen, bloemstukken, interieurs en marines de volheid van het leven uit, een feest van kleur en licht.

### Bankbiljetten
In het begin van de jaren zestig wordt hij belast met het ontwerpen van de bankbiljetten van twintig (1964, type 'atomium') en vijftig (1966, type 'koninklijk paar') frank. Hij verzorgde ook boekillustraties, waaronder "Geschiedenis van België" van A. Gerard e.a. (1966). Tussen 1970 en 1975 ontwierp hij tevens 17 Belgische postzegels over de meest diverse onderwerpen. In 1992, tien jaar na zijn dood, zal een van zijn werken worden afgedrukt op de kerstpostzegel, een winterzicht op het Koningsplein te Brussel.

### Ziekte en dood
In 1972, verzwakt door verschillende hartaanvallen, besluit hij zich terug te trekken in zijn geboortestreek, te Meerbeke, deelgemeente van Ninove, waar hij zijn atelier inricht in een kleine fermette "Sparrenhof", Valleistraat 161, omringd door een boomgaard. Ten gevolge een hartinfarct sterft hij er in het voorjaar van 1982.
- Bibliothèque nationale de France: cb16244848b (data)
- International Standard Name Identifier: 0000 0003 6872 3996
- Nederlandse Thesaurus van Auteursnamen: 072327669
- RKD-Nederlands Instituut voor Kunstgeschiedenis: 20576
- Virtual International Authority File: 282789463